# Jaroslav Panuška
Jaroslav Panuška; (Hořovice, 3 de marzo de 1872 - Kochánov, 1 de agosto de 1958) fue un pintor paisajista y académico checo.

## Vida y obra
Nació el 3 de marzo de 1872 en Hořovice. Su padre, František Panuška, era un topógrafo. Cuando tenía ocho años empezó a pintar por primera vez. Después de graduarse de la escuela secundaria en Praga, Jaroslav ingresó en 1889 a la Academia de Artes local, donde estudió bajo la guía de los profesores Maximilian Pirner y Julius Marzhak; finalmente concluyó sus estudios en 1896.
Tras su graduación, Jaroslav Panuška pintó en varias partes de la República Checa e hizo algunos viajes hacia los Balcanes. En 1906 envió su pintura Vista de Jindrichuv Hradec a una exposición en Londres. En 1910, realizó una exposición personal en la ciudad de Hradec Králové, en la que presentó 102 de sus obras. 
Además de la pintura, Panuška también se dedicó a la ilustración de libros, especialmente con motivos fantásticos, inquietantes y de horror. Asimismo, estuvo interesado en viejos castillos y fortalezas. En la década de 1920, Panuška era amigo cercano del escritor Jaroslav Hašek y del artista Frantisek Jelinek. Para 1923, compró una casa en Světlá nad Sázavou y estableció su taller de arte. En 1926, expuso su monumental pintura, Victoria husita sobre los cruzados en Begani, en la Galería Rubeshov de Praga. En 1955, recibió el título de Artista Honorable de Checoslovaquia.